# Simoselaps minimus
Simoselaps minimus là một loài rắn trong họ Rắn hổ. Loài này được Worrell mô tả khoa học đầu tiên năm 1960.